# Egy rakás hulla
Egy rakás hulla (eredeti cím: Des cadavres à la pelle) 1991-ben bemutatott francia kétrészes televíziós filmvígjáték, melyet Éric Le Hung rendezett. 
Magyarországon szinkronnal 1995-ben mutatták be (TV1, Szív TV, HTV 30).

## Cselekmény
Három jóbarát, Robert, Michel és Jean üzemeltetik a King Club nevű szórakozóhelyet, amely Robert nagynénjének tulajdonát képezi. A három férfi valójában kisstílű bűnöző, apróbb súlyú bűncselekményeket hajtanak végre. Azonban egy napon a maffia egyik tagja valódi gyilkosságot követ el a King Clubban.

## Szereplők
- Jean Lefebvre (Jean)
- Albert Minski (Robert)
- Philippe Khorsand (Michel)
- Hélène Duc (Gianni nagynéni)
- Patrick Serraf (Aldo)
- Naël Kervoas (Stéphanie)
- Margot Abascal (Christina)
- Bernard Freyd (Beressi)
- Venantino Venantini (Antonio)
- Stéphane Rodin (Marossi)
- Jacques François (Émile báró)